# Chlamydophila pneumoniae
Chlamydophila pneumoniae (лат.) — вид бактерий из семейства Chlamydiaceae. Один из главных возбудителей пневмонии у человека.
Абсолютный антропоноз (передается человеку исключительно от больного или инфицированного человека). Является возбудителем острых респираторных инфекций у животных и человека. Независимо от организма-хозяина (человек или животное), где паразитируют штаммы Chlamydophila pneumoniae, все они имеют сходные между собой генетические и антигенные характеристики. Этот вид хламидии вызывает у взрослых преимущественно острые респираторные заболевания, в частности — бронхиты, и мягкие формы пневмонии, однако все хламидийные инфекции имеют тенденцию к хронизации процесса. Заражение человека Chlamydia pneumoniae происходит воздушно-капельным путем и легочно-пылевым путем. В последнее время накапливается все больше подтверждающих данных, о наличии возможной взаимосвязи Chlamydia pneumoniae с развитием атеросклероза и с провоцированием бронхиальной астмы.

Диагностика Chlamydophila pneumoniae осуществляется с помощью тестов на антитела и ПЦР-диагностики. Лечение включает антибиотики, такие как азитромицин или доксициклин.